# خورخي تيرون
خورخي تيرون (بالإنجليزية: Jorge Teron)‏ مواليد 6 مايو 1985 في ذا برونكس، هو ملاكم محترف أمريكي يصنف ضمن فئة وزن الوسط.

## إحصائيات
خاض خلال مسيرته 28 نزالا، فاز في 25 وتعادل في 1 وخسر في 2. فاز بالضربة القاضية في 17 نزالا.

## وصلات خارجية
- خورخي تيرون على موقع بوكس ريك (الإنجليزية) (registration required)

- الموقع الرسمي